# 庫金斯科耶湖
56°31′50″N 31°44′46″E / 56.53056°N 31.74611°E

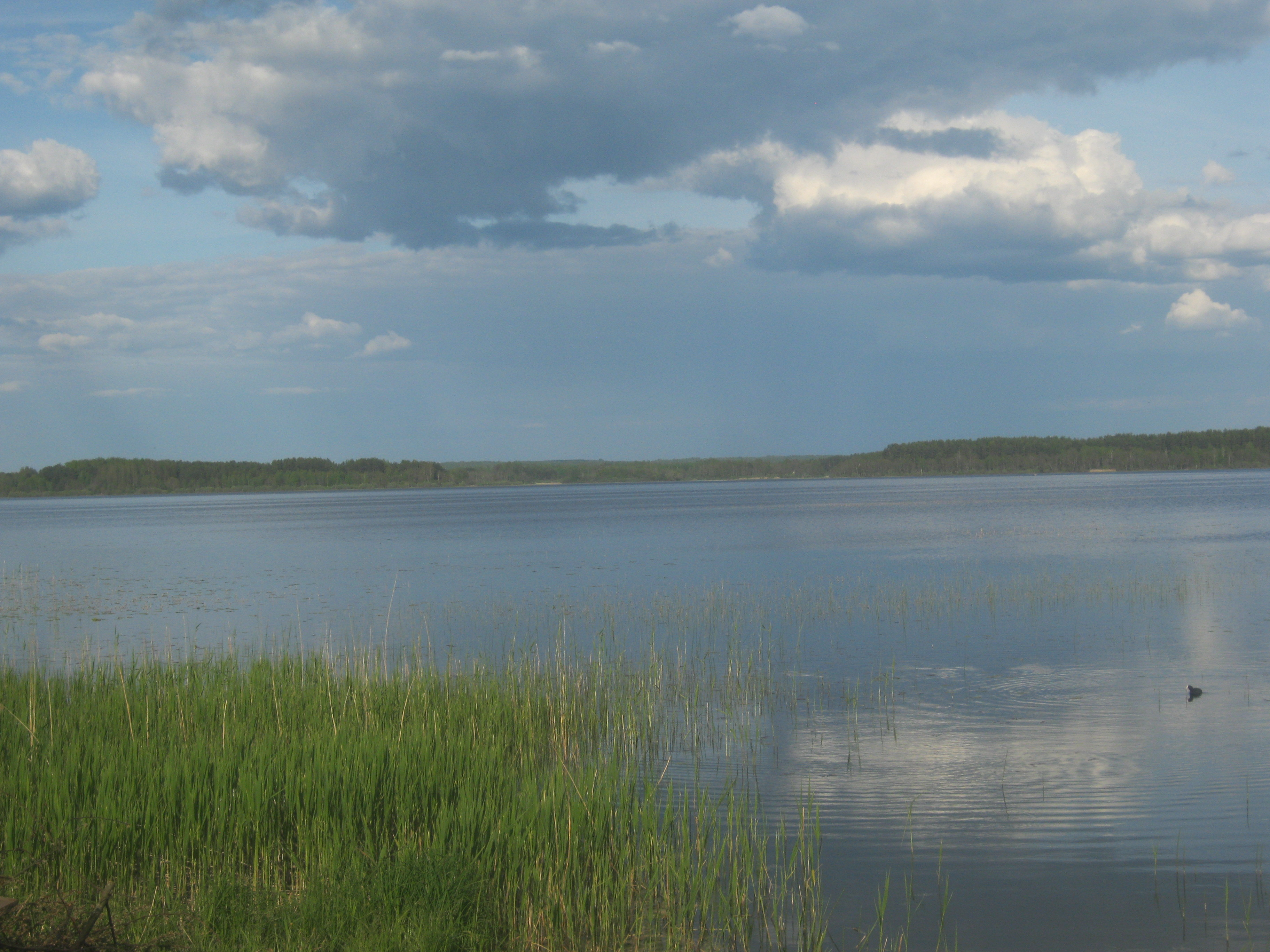
库金斯科耶湖

庫金斯科耶湖（俄语：Кудинское），是俄羅斯的湖泊，位於該國西北部特維爾州，長4.5公里、寬2.6公里，面積7.8平方公里，海拔高度179米，湖岸線長度15.5公里，最大水深3.5米。